# 丰硕
丰硕（1998年1月15日—），中国女子网球运动员。
截至2024年10月，丰硕在ITF女子世界网球巡回赛上有11个双打冠军。她首次参加WTA巡回赛正赛是在2018年广州女子网球公开赛上，他与康佳琪担当参加双打比赛。她在巡回赛的最好成绩是在2023年宁波网球公开赛双打比赛中与郑妩双搭档进入半决赛。2024年9月，她在ITF贵阳站的比赛中叶秋雨搭档获得双打冠军，这是她职业生涯获得的级别最高的冠军（ITF女子W50级别）。